# Dzięciur łzawy
Dzięciur łzawy (Melanerpes hypopolius) – gatunek ptaka z rodziny dzięciołowatych (Picidae), zamieszkujący południowo-zachodni Meksyk. Nie wyróżnia się podgatunków. Nie jest zagrożony wyginięciem.

## Morfologia
Długość ciała 19–21 cm; masa ciała 46–54 g.
Podobnie jak dzięciury kaktusowe (M. uropygialis), samce posiadają czerwoną czapeczkę na czubku głowy, ale w odróżnieniu od nich mają też czerwonawą plamkę na policzku pod okiem. Czoło białe lub kremowobiałe, czarna obrączka wokół oka. Spód ciała szarobrązowy, podbrzusze jaśniejsze, ale w czarne prążki. Grzbiet i skrzydła są czarne z gęstym, białym prążkowaniem. Tęczówka czerwonawa do brązowej. Nogi szare. Samica podobna do samca, ale nie ma czerwonej czapeczki.

## Ekologia
Biotop
Środowiskiem naturalnym dzięciurów łzawych są najczęściej obszary suche z rozproszonymi drzewami, zaroślami i dużymi kaktusami, a także tereny rolnicze. Zasiedla też nadrzeczne zadrzewienia, choć unika ich, gdy obecny jest tam dzięciur złotolicy (M. chrysogenys). Zazwyczaj występuje na terenach położonych na wysokości 900–2100 m n.p.m.
Rozród
Sezon lęgowy trwa od końca kwietnia do lipca. Gniazduje kooperatywnie w niewielkich koloniach. Gniazdo w dziupli w drzewie lub kaktusie. Karmieniem piskląt zajmują się zarówno samice, jak i samce.
Pożywienie
Zjada owoce, w tym głożyny (Ziziphus) i kaktusów (np. opuncji); także owady, w tym termity (Isoptera) i cykady (Cicadidae). 

## Status
Międzynarodowa Unia Ochrony Przyrody (IUCN) uznaje dzięciura łzawego za gatunek najmniejszej troski (LC, Least Concern). W 2019 roku organizacja Partners in Flight szacowała liczebność populacji na poniżej 50 tysięcy dorosłych osobników, a jej trend uznawał za umiarkowanie spadkowy.